# Finala Ligii Campionilor 2024
Finala Ligii Campionilor din 2024 a fost meciul final al Ligii Campionilor UEFA 2023–24, cel de-al 69-lea sezon al celui de-al 69-lea turneu european de fotbal al cluburilor organizat de UEFA și al 32-lea sezon de când a fost redenumit din Cupa Campionilor Europeni în Liga Campionilor. A avut loc pe stadionul Wembley din Londra, Anglia, la 1 iunie 2024,  între clubul german Borussia Dortmund și clubul spaniol Real Madrid. Datorită amânării și mutării finalei din 2020, gazdele finale au fost mutate înapoi cu un an, Londra găzduind în schimb finala din 2024.
Real Madrid a câștigat meciul cu 2-0 pentru un al 15-lea titlu care a extins recordul și al șaselea în unsprezece sezoane. În calitate de câștigători, ei și-au câștigat dreptul de a juca împotriva câștigătorilor UEFA Europa League 2023–24, Atalanta, în Supercupa Europei 2024 și de a concura în ediția inaugurală a Cupei Intercontinentale FIFA. Întrucât se calificaseră deja la Campionatul Mondial al Cluburilor FIFA 2025, locul destinat câștigătorilor a fost redistribuit prin clasamentul cluburilor UEFA.
The "home" team (for administrative purposes) was determined by an additional draw held after the quarter-final and semi-final draws.

## Meci

### Detalii
| Borussia Dortmund | 0–2    | Real Madrid                   |
| ----------------- | ------ | ----------------------------- |
|                   | Raport | - Carvajal 74' - Vinícius 83' |

| Borussia Dortmund | Real Madrid |

| P           | 1  | Gregor Kobel        |     |     |
| FD          | 26 | Julian Ryerson      |     |     |
| FC          | 15 | Mats Hummels        | 79' |     |
| FC          | 4  | Nico Schlotterbeck  | 40' |     |
| FS          | 22 | Ian Maatsen         |     |     |
| MC          | 23 | Emre Can (c)        |     | 80' |
| MC          | 20 | Marcel Sabitzer     | 43' |     |
| MD          | 10 | Jadon Sancho        |     | 87' |
| MO          | 19 | Julian Brandt       |     | 80' |
| MS          | 27 | Karim Adeyemi       |     | 72' |
| A           | 14 | Niclas Füllkrug     |     |     |
| Rezerve:    |    |                     |     |     |
| P           | 33 | Alexander Meyer     |     |     |
| P           | 35 | Marcel Lotka        |     |     |
| F           | 25 | Niklas Süle         |     |     |
| M           | 6  | Salih Özcan         |     |     |
| M           | 8  | Felix Nmecha        |     |     |
| M           | 11 | Marco Reus          |     | 72' |
| M           | 17 | Marius Wolf         |     |     |
| M           | 38 | Kjell Wätjen        |     |     |
| M           | 43 | Jamie Bynoe-Gittens |     | 87' |
| A           | 9  | Sébastien Haller    |     | 80' |
| A           | 18 | Youssoufa Moukoko   |     |     |
| A           | 21 | Donyell Malen       |     | 80' |
| Antrenor:   |    |                     |     |     |
| Edin Terzić |    |                     |     |     |

| P               | 1  | Thibaut Courtois    |     |       |
| FD              | 2  | Dani Carvajal       |     |       |
| FC              | 22 | Antonio Rüdiger     |     |       |
| FC              | 6  | Nacho (c)           |     |       |
| FS              | 23 | Ferland Mendy       |     |       |
| MD              | 12 | Eduardo Camavinga   |     |       |
| MC              | 15 | Federico Valverde   |     |       |
| MC              | 8  | Toni Kroos          |     | 85'   |
| MO              | 5  | Jude Bellingham     |     | 85'   |
| AC              | 11 | Rodrygo             |     | 90'   |
| AC              | 7  | Vinícius Júnior     | 35' | 90+4' |
| Rezerve:        |    |                     |     |       |
| P               | 13 | Andriy Lunin        |     |       |
| P               | 25 | Kepa Arrizabalaga   |     |       |
| F               | 3  | Éder Militão        |     | 90'   |
| F               | 4  | David Alaba         |     |       |
| F               | 17 | Lucas Vázquez       |     | 90+4' |
| F               | 20 | Fran García         |     |       |
| M               | 10 | Luka Modrić         |     | 85'   |
| M               | 18 | Aurélien Tchouaméni |     |       |
| M               | 19 | Dani Ceballos       |     |       |
| M               | 21 | Brahim Díaz         |     |       |
| M               | 24 | Arda Güler          |     |       |
| A               | 14 | Joselu              |     | 85'   |
| Antrenor:       |    |                     |     |       |
| Carlo Ancelotti |    |                     |     |       |

| Omul meciului: Dani Carvajal (Real Madrid) Arbitri asistenți: Tomaž Klančnik (Slovenia) Andraž Kovačič (Slovenia) #Al patrulea oficial\|Al patrulea oficial:: François Letexier (France) #Al patrulea oficial\|Al patrulea oficial: Cyril Mugnier (Franța) Arbitru asistent video: Nejc Kajtazović (Slovenia) Assistant video assistant referee: Rade Obrenović (Slovenia) Support video assistant referee: Massimiliano Irrati (Italia) | Format:Match rules |